# Accademia di belle arti Kandinskij
Die Accademia di belle arti Kandinskij ist eine Hochschule für Kunst in Trapani auf der italienischen Insel Sizilien und wurde am 20. Oktober 1999 gegründet. Die Gründung geht auf die Dezentralisierungsinitiative zurück. Direktorin ist Silvia Guaiana, Universitätspräsident Riccardo Pugliese. Schulabschluss der Studiengänge Grafikdesign, Modedesign- oder Produktdesign ist Master oder Diplom.

## Abteilungen
Die Hochschule ist in drei Abteilungen gegliedert:
- Visuelle Gestaltung
  - Malerei
  - Skulptur
  - Dekoration
- Design und angewandte Kunst
  - Szenografie
  - Restaurierung
  - Modedesign
  - Graphikdesign
  - Neue Technologie-Kunst
- Kommunikation und Kunstdidaktik
  - Förderung des kulturellen Erbes
  - Kommunikation und Kunst-Unterricht

## Lage und Ausstattung
Seit 2013 befindet sich die Hochschule im äußersten Westen der Stadt Trapani nahe dem Torre di Ligny und dem Hafen auf der Westseite der Via Cappuccini in einem ehemaligen Kapuzinerkloster. Die Räumlichkeiten werden auch von der 1965 gegründeten, französischen Wissenschaftlichen Hochschule Supinfo genutzt. Es ist geplant, im Erdgeschoss eine Galerie für zeitgenössische Kunst einzurichten, um die Verbundenheit mit der Stadt zu dokumentieren und um eine touristische Attraktivität anzubieten. Durch die Zusammenarbeit mit Supinfo ist es möglich, auch für eigene Studenten spezifische Seminare im Fach Informatik anzubieten.